# Centinela contra judíos
Centinela contra judíos es el título de un libro antisemita de fray Francisco de Torrejoncillo de 1674 en el que aparecen los tópicos antijudíos dirigidos hacia los conversos.

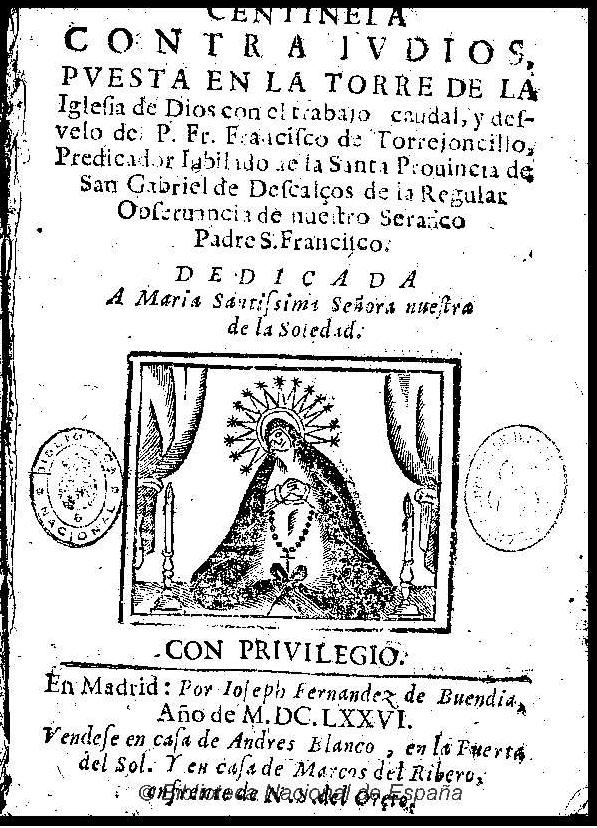
Centinela contra judíos de fray Francisco de Torrejoncillo, 1676.

## Historia
El libro fue escrito por el fraile extremeño Francisco de Torrejoncillo y tuvo cierto éxito pues conoció al menos ocho ediciones, la última de mediados del siglo XVIII. En él se recogen todos los alegatos del antijudaísmo cristiano y los estereotipos sobre los judíos del antijudaísmo popular, tomados de libros antijudíos anteriores. Su tema central es hacer ver que los conversos son falsos cristianos porque el odio al cristianismo, según Torrejoncillo, no lo borra el bautismo, ya que se transmite por el linaje, lo que prueba la necesidad de los estatutos de limpieza de sangre para separar a los «cristianos nuevos» de los «cristianos viejos». Asimismo Torrencillo sostenía la creencia popular de que los judíos tenían «colillas o rabillos».